# Marcheville
Ne pas confondre avec les communes de Marchéville et Marchéville-en-Woëvre
Marcheville est une ancienne commune française située dans le département de la Somme.
Elle est devenue une commune associée de Crécy-en-Ponthieu en 1973.

## Géographie
Marcheville est une localité située en bordure de la forêt de Crécy, à environ 4 km au sud-est de Crécy, sur la route départementale 12 (RD 12).

## Toponymie
Voir Marchéville.

## Histoire
À l'origine, le village dépendait des seigneuries de Crécy, de Domvast et de l'abbaye de Dommartin.
En 1346, le roi de France, Philippe VI de Valois, s'arrête à Marcheville avant sa défaite à la Bataille de Crécy.
En 1554, Nicolas Duhamel, seigneur local, chasse 120 Flamands qui ont brûlé le village.
Une légende prétend que des Templiers, installés au lieu-dit la Butte, près de l'église actuelle, auraient disparu en une seule nuit.
La population est montée à 800 habitants pendant une période à cheval sur les XIXe et XXe siècles, lors de l'exploitation d'un gisement de craie phosphatée. Cet engrais, extrait dans des carrières à ciel ouvert, est alors exporté au moyen d'une voie de chemin de fer desservant le village.
Marcheville perd son « autonomie » le 1er janvier 1973 en s'associant à Crécy-en-Ponthieu.

## Administration
| Période                                  | Période      | Identité                | Étiquette | Qualité |
| ---------------------------------------- | ------------ | ----------------------- | --------- | ------- |
| Les données manquantes sont à compléter. |              |                         |           |         |
|                                          | mars 2014    | Jean-Marc Blieux        |           |         |
| mars 2014                                | janvier 2016 | Mme Dominique Bouilland |           |         |
| 2016                                     | En cours     | Guy Renoir              |           |         |

## Démographie
| 1793 | 1800 | 1806 | 1821 | 1831 | 1836 | 1841 | 1846 | 1851 |
| ---- | ---- | ---- | ---- | ---- | ---- | ---- | ---- | ---- |
| 254  | 320  | 302  | -    | -    | -    | -    | -    | -    |

| 1856 | 1861 | 1866 | 1872 | 1876 | 1881 | 1888 | 1891 | 1896 |
| ---- | ---- | ---- | ---- | ---- | ---- | ---- | ---- | ---- |
| -    | -    | -    | -    | -    | -    | -    | -    | -    |

| 1901 | 1906 | 1911 | 1921 | 1926 | 1931 | 1936 | 1954 | 1962 |
| ---- | ---- | ---- | ---- | ---- | ---- | ---- | ---- | ---- |
| -    | -    | -    | -    | -    | -    | -    | 180  | 180  |

| 1968 | - | - | - | - | - | - | - | - |
| ---- | - | - | - | - | - | - | - | - |
| 166  | - | - | - | - | - | - | - | - |

## Culture locale et patrimoine

### Lieux et monuments

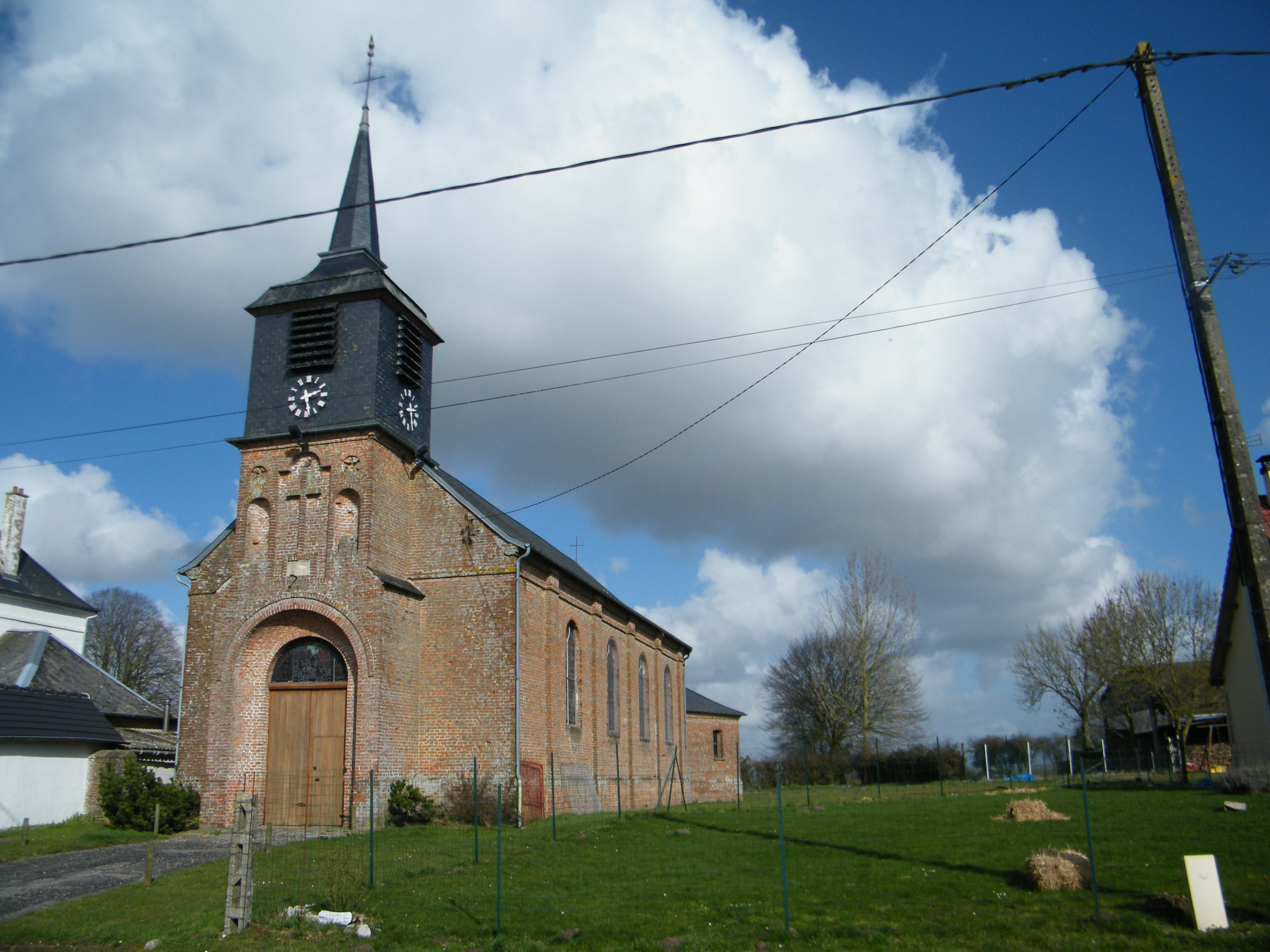
L'église de Marcheville.

- L'église Notre-Dame-du-Bon-Secours, toute en brique. Elle a été construite en quatre mois et demi en 1845, à l'emplacement d'une chapelle édifiée en 1722[1].

- Le cimetière et son dépositoire, bâtiment de 1928 destiné au dépôt du cercueil avant l'inhumation[5].

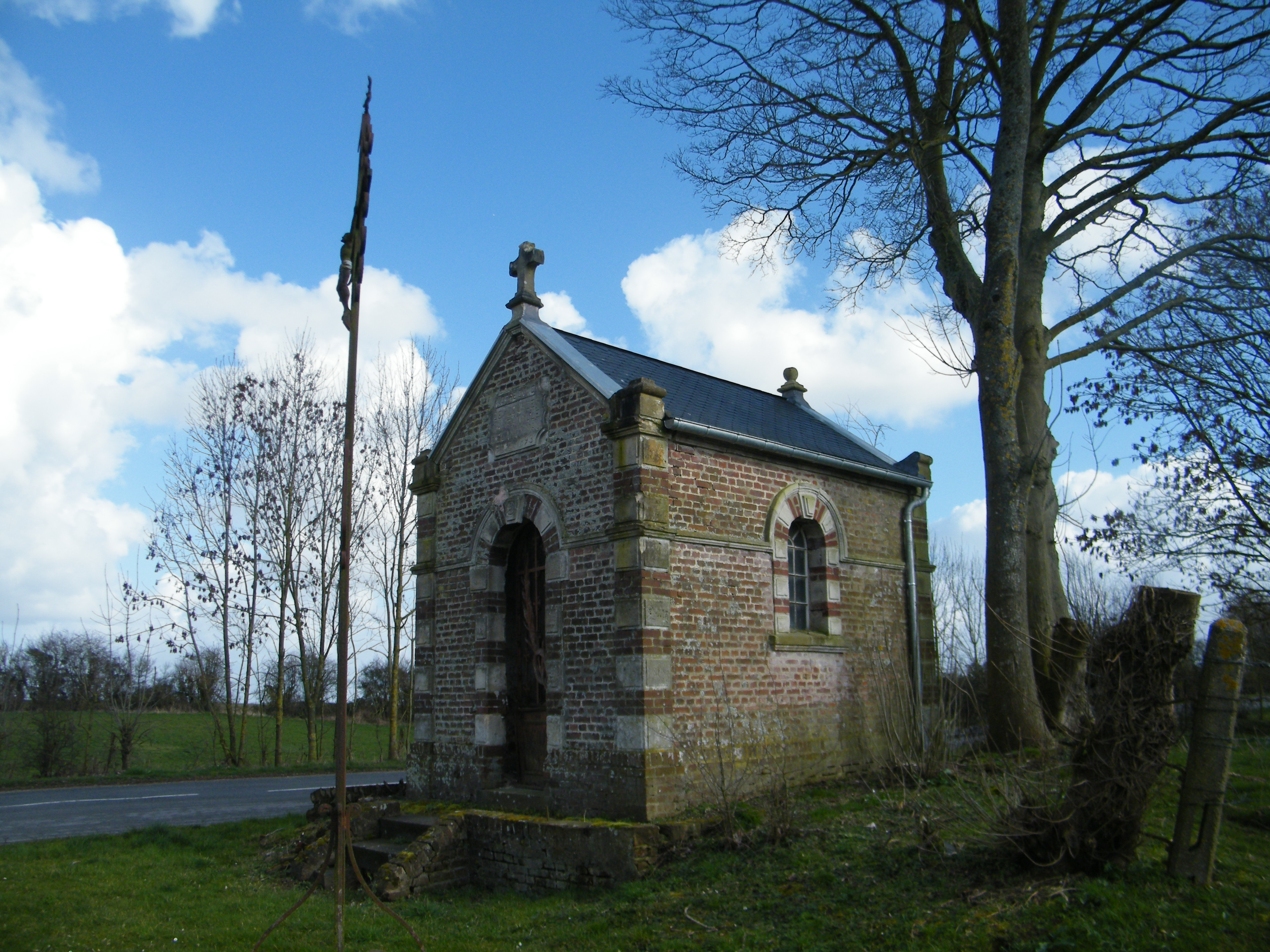
Chapelle en sortie de village.

## Pour approfondir